# Kotlje
Kotlje – wieś w Słowenii, w gminie Ravne na Koroškem. W 2018 roku liczyła 1085 mieszkańców.